# Coppa di Lega 2017-2018 (pallavolo, Grecia)
La Coppa di Lega 2017-2018 si è svolta dal 20 ottobre 2017 al 31 marzo 2018: al torneo hanno partecipato dodici squadre di club greche e la vittoria finale è andata per la quinta volta, la quarta consecutiva, all'Olympiakos.

## Regolamento
La competizione vede le 12 squadre provenienti dalla Volley League divise in quattro gironi da 3 squadre ciascuno, al termine dei quali le prime classificate dei quattro gironi si incrociano in semifinale, con le vincitrici che si affrontano nella finale in gara unica.

## Squadre partecipanti
| - Ethnikos Alexandroupolīs - Ethnikos Pireo - Foinikas Syro - Īraklīs Chalkidas - Īraklīs Salonicco - Kīfisia | - Nikī Aiginio - Olympiakos - Pamvochaïkos - Panachaïkī - Panathīnaïkos - PAOK |

## Torneo

### Fase a gironi

#### Gruppo A

##### Risultati
| 20 ottobre 2017 Kleisto Gymnastīrio Aiginiou, Aiginio Durata: ? - Spettatori: ? | Ethnikos Alexandroupolīs | 3 - 1 | Nikī Aiginio | 25-21, 23-25, 25-20, 25-19        |
| 21 ottobre 2017 Kleisto Gymnastīrio Aiginiou, Aiginio Durata: ? - Spettatori: ? | Ethnikos Alexandroupolīs | 3 - 2 | PAOK         | 25-19, 25-23, 22-25, 17-25, 15-13 |
| 22 ottobre 2017 Kleisto Gymnastīrio Aiginiou, Aiginio Durata: ? - Spettatori: ? | PAOK                     | 3 - 1 | Nikī Aiginio | 20-25, 25-19, 25-12, 25-22        |

##### Classifica
| Pos | Squadra                  | Pt | G | V | P | SV | SP | Ratio | PF | PS | Ratio |
| --- | ------------------------ | -- | - | - | - | -- | -- | ----- | -- | -- | ----- |
| 1   | Ethnikos Alexandroupolīs | 5  | 2 | 2 | 0 | 6  | 3  | 2.000 | -  | -  | -     |
| 2   | PAOK                     | 4  | 2 | 1 | 1 | 5  | 3  | 1.670 | -  | -  | -     |
| 3   | Nikī Aiginio             | 0  | 2 | 0 | 2 | 2  | 6  | 0.333 | -  | -  | -     |

#### Gruppo B

##### Risultati
| 20 ottobre 2017 Athlītiko Kentro Melina Merkourī, Agios Ioannis Rentis Durata: ? - Spettatori: ? | Olympiakos        | 3 - 0 | Kīfisia           | 25-21, 25-19, 25-20 |
| 21 ottobre 2017 Athlītiko Kentro Melina Merkourī, Agios Ioannis Rentis Durata: ? - Spettatori: ? | Īraklīs Salonicco | 3 - 0 | Kīfisia           | 25-23, 25-18, 25-21 |
| 22 ottobre 2017 Athlītiko Kentro Melina Merkourī, Agios Ioannis Rentis Durata: ? - Spettatori: ? | Olympiakos        | 3 - 0 | Īraklīs Salonicco | 25-20, 25-20, 28-26 |

##### Classifica
| Pos | Squadra           | Pt | G | V | P | SV | SP | Ratio | PF | PS | Ratio |
| --- | ----------------- | -- | - | - | - | -- | -- | ----- | -- | -- | ----- |
| 1   | Olympiakos        | 6  | 2 | 2 | 0 | 6  | 0  | MAX   | -  | -  | -     |
| 2   | Īraklīs Salonicco | 3  | 2 | 1 | 1 | 3  | 3  | 1.000 | -  | -  | -     |
| 3   | Kīfisia           | 0  | 2 | 0 | 2 | 0  | 6  | 0.000 | -  | -  | -     |

#### Gruppo C

##### Risultati
| 20 ottobre 2017 Gymnastīrio G. Triantafillos, Velo-Vocha Durata: ? - Spettatori: ? | Panachaïkī   | 3 - 0 | Panathīnaïkos | 25-12, 25-23, 25-21        |
| 21 ottobre 2017 Gymnastīrio G. Triantafillos, Velo-Vocha Durata: ? - Spettatori: ? | Pamvochaïkos | 3 - 0 | Panathīnaïkos | 26-24, 25-18, 25-22        |
| 22 ottobre 2017 Gymnastīrio G. Triantafillos, Velo-Vocha Durata: ? - Spettatori: ? | Pamvochaïkos | 3 - 1 | Panachaïkī    | 27-25, 25-14, 15-25, 25-22 |

##### Classifica
| Pos | Squadra       | Pt | G | V | P | SV | SP | Ratio | PF | PS | Ratio |
| --- | ------------- | -- | - | - | - | -- | -- | ----- | -- | -- | ----- |
| 1   | Pamvochaïkos  | 6  | 2 | 2 | 0 | 6  | 1  | 6.000 | -  | -  | -     |
| 2   | Panachaïkī    | 3  | 2 | 1 | 1 | 4  | 3  | 1.333 | -  | -  | -     |
| 3   | Panathīnaïkos | 0  | 2 | 0 | 2 | 0  | 6  | 0.000 | -  | -  | -     |

#### Gruppo D

##### Risultati
| 20 ottobre 2017 Ermoupolīs Dīmītrios Vikelas, Ermopoli Durata: ? - Spettatori: ? | Foinikas Syro     | 3 - 2 | Ethnikos Pireo    | 25-16, 21-25, 25-17, 22-25, 15-11 |
| 21 ottobre 2017 Ermoupolīs Dīmītrios Vikelas, Ermopoli Durata: ? - Spettatori: ? | Īraklīs Chalkidas | 3 - 0 | Ethnikos Pireo    | 25-21, 25-18, 26-24               |
| 22 ottobre 2017 Ermoupolīs Dīmītrios Vikelas, Ermopoli Durata: ? - Spettatori: ? | Foinikas Syro     | 3 - 2 | Īraklīs Chalkidas | 25-19, 25-19, 18-25, 23-25, 15-5  |

##### Classifica
| Pos | Squadra           | Pt | G | V | P | SV | SP | Ratio | PF | PS | Ratio |
| --- | ----------------- | -- | - | - | - | -- | -- | ----- | -- | -- | ----- |
| 1   | Īraklīs Chalkidas | 4  | 2 | 1 | 1 | 5  | 3  | 1.670 | -  | -  | -     |
| 2   | Foinikas Syro     | 4  | 2 | 2 | 0 | 6  | 4  | 1.500 | -  | -  | -     |
| 3   | Ethnikos Pireo    | 0  | 2 | 0 | 2 | 2  | 6  | 0.333 | -  | -  | -     |

### Spareggio
| 7 marzo 2018 Gymnastīrio Rentī Tetartī, Atene Durata: ? - Spettatori: ? | Foinikas Syro | 3 - 1 | Īraklīs Chalkidas | 25-19, 18-25, 25-11, 25-20 |

### Fase finale
|  | Semifinali               | Semifinali               | Semifinali |            |                          | Finale                   | Finale | Finale |  |
|  |                          |                          |            |            |                          |                          |        |        |  |
|  | Pamvochaïkos             | Pamvochaïkos             | 0          |            |                          |                          |        |        |  |
|  | Pamvochaïkos             | Pamvochaïkos             | 0          |            |                          |                          |        |        |  |
|  | Ethnikos Alexandroupolīs | Ethnikos Alexandroupolīs | 3          |            |                          |                          |        |        |  |
|  | Ethnikos Alexandroupolīs | Ethnikos Alexandroupolīs | 3          |            | Ethnikos Alexandroupolīs | Ethnikos Alexandroupolīs | 0      |        |  |
|  |                          |                          |            |            | Ethnikos Alexandroupolīs | Ethnikos Alexandroupolīs | 0      |        |  |
|  |                          |                          | Olympiakos | Olympiakos | 3                        |                          |        |        |  |
|  | Foinikas Syro            | Foinikas Syro            | Olympiakos | Olympiakos | 3                        | 0                        |        |        |  |
|  | Foinikas Syro            | Foinikas Syro            |            |            |                          |                          |        |        |  |
|  | Olympiakos               | Olympiakos               | 3          |            |                          |                          |        |        |  |

#### Semifinali
| 30 marzo 2018 Ermoupolīs Dīmītrios Vikelas, Ermopoli Durata: ? - Spettatori: ? | Pamvochaïkos  | 0 - 3 | Ethnikos Alexandroupolīs | 20-25, 21-25, 22-25 |
| 30 marzo 2018 Ermoupolīs Dīmītrios Vikelas, Ermopoli Durata: ? - Spettatori: ? | Foinikas Syro | 0 - 3 | Olympiakos               | 16-25, 21-25, 19-25 |

#### Finale
| 31 marzo 2018 Ermoupolīs Dīmītrios Vikelas, Ermopoli Durata: ? - Spettatori: ? | Ethnikos Alexandroupolīs | 0 - 3 | Olympiakos | 15-25, 15-25, 13-25 |